# Atari VCS (console de 2021)
O Atari VCS é um novo console de videogame da Atari, que chegou ao mercado em 2020. O dispositivo roda o sistema operacional Linux com um processador AMD (Advanced Micro Devices). Apesar de seu desenho ser feito para homenagear o Atari 2600, jogos atuais funcionarão no console em Full HD.